# Opius subvisibilis
Opius subvisibilis är en stekelart som beskrevs av Fischer 1964. Opius subvisibilis ingår i släktet Opius och familjen bracksteklar. Inga underarter finns listade i Catalogue of Life.